# Kowhai
Kowhai (Sophora microphylla) är en ärtväxtart som beskrevs av William Aiton. Sophora microphylla ingår i släktet soforor, och familjen ärtväxter.

## Underarter
Arten delas in i följande underarter:
- S. m. fulvida
- S. m. longicarinata

## Bildgalleri

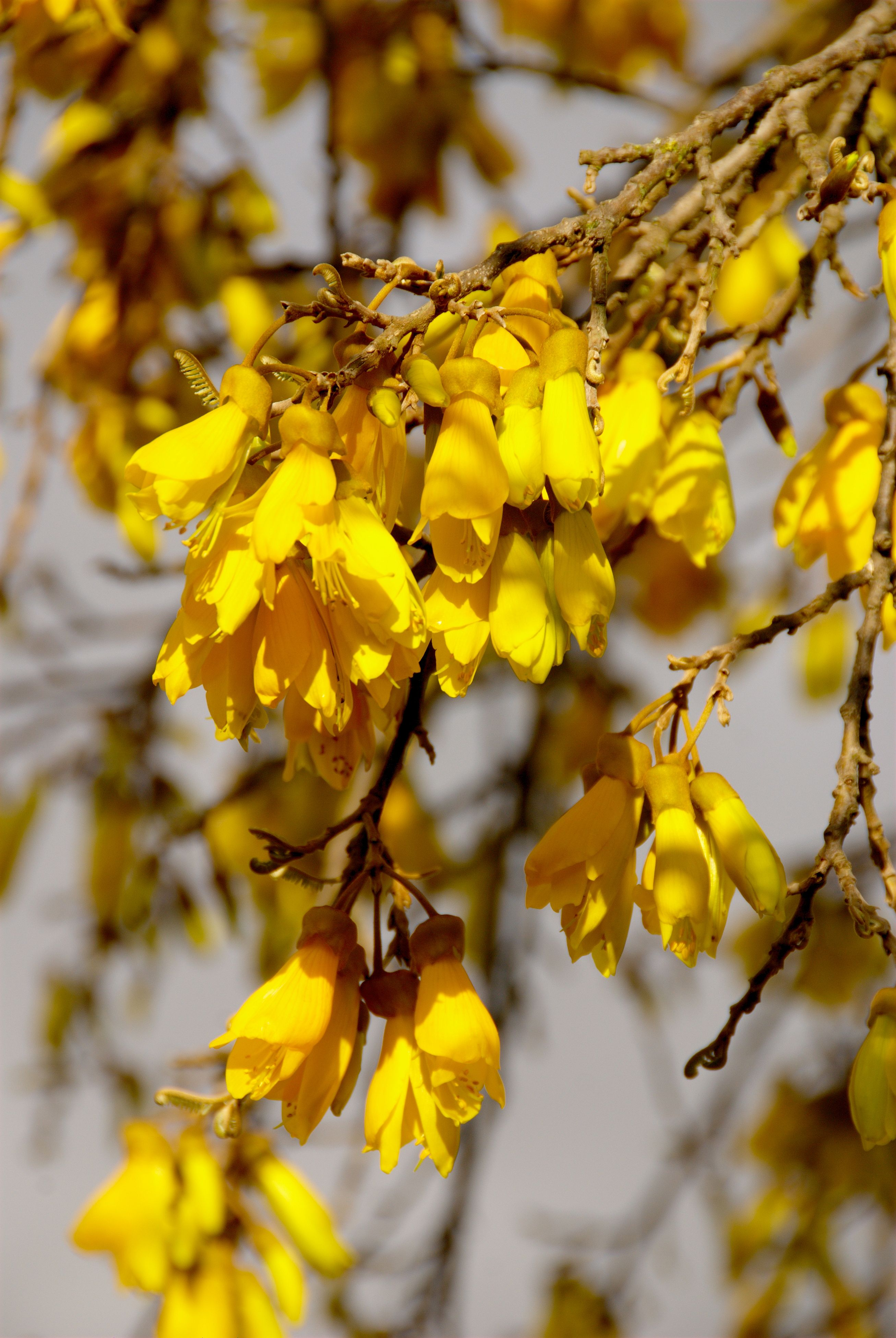
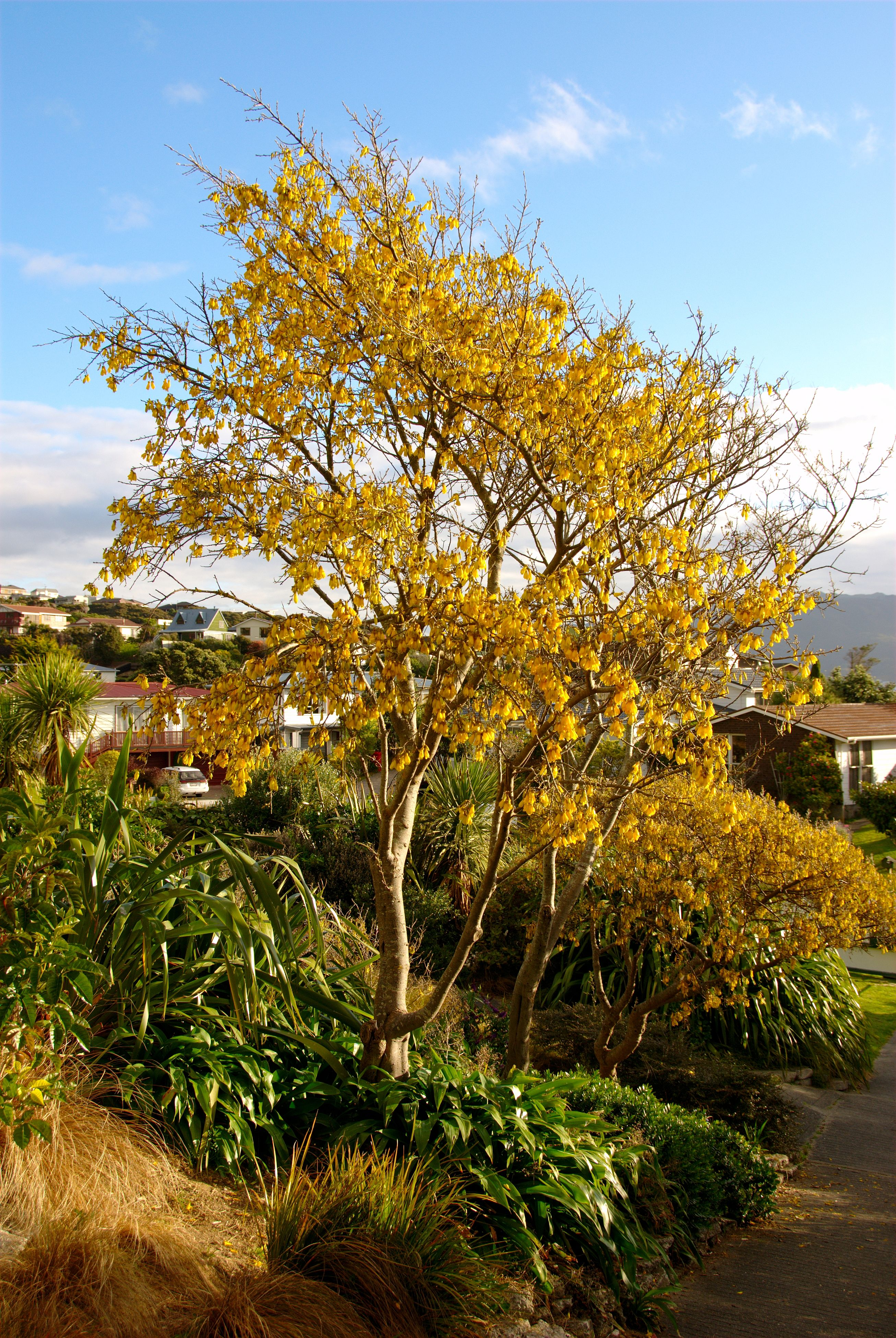
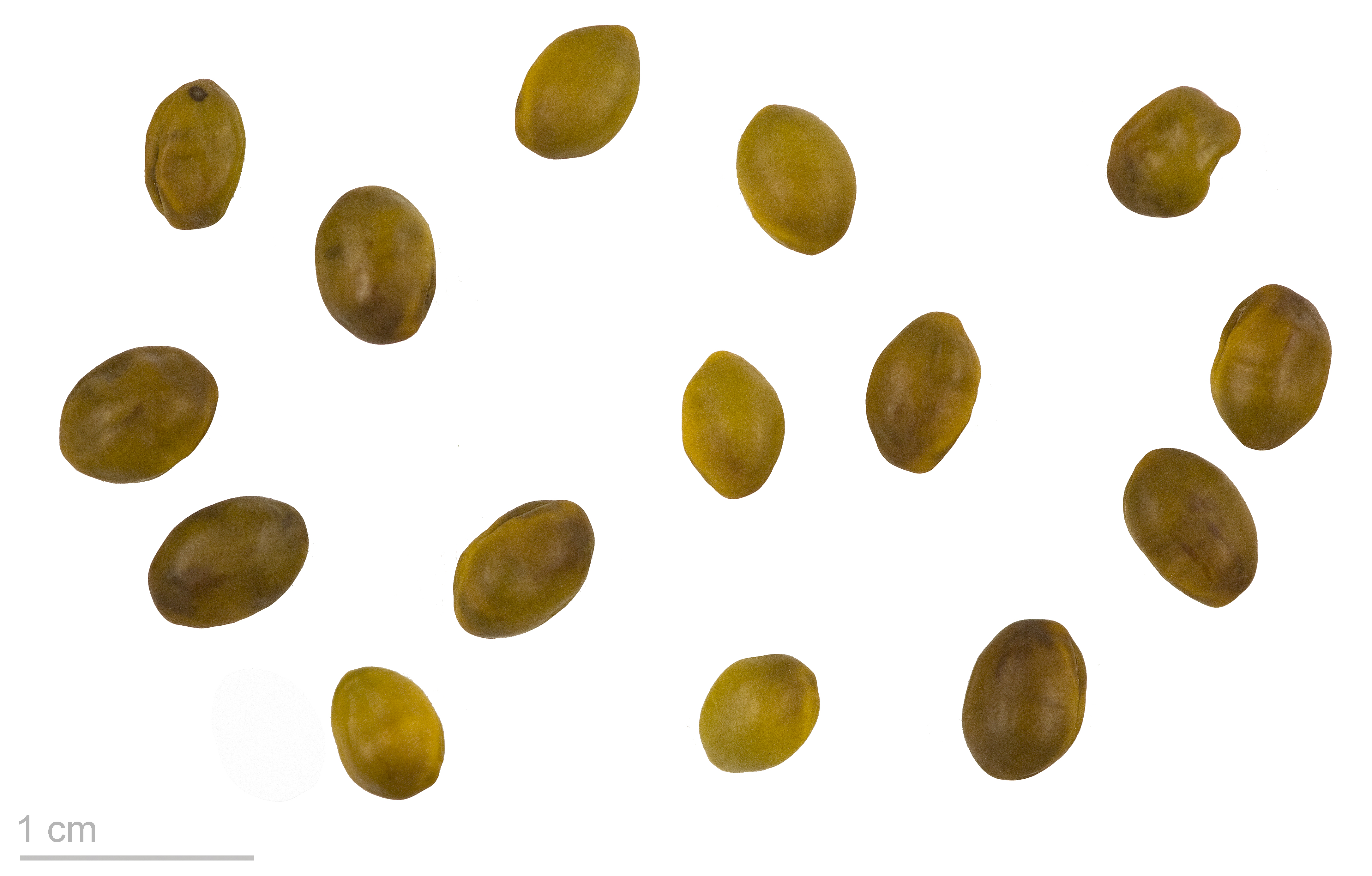
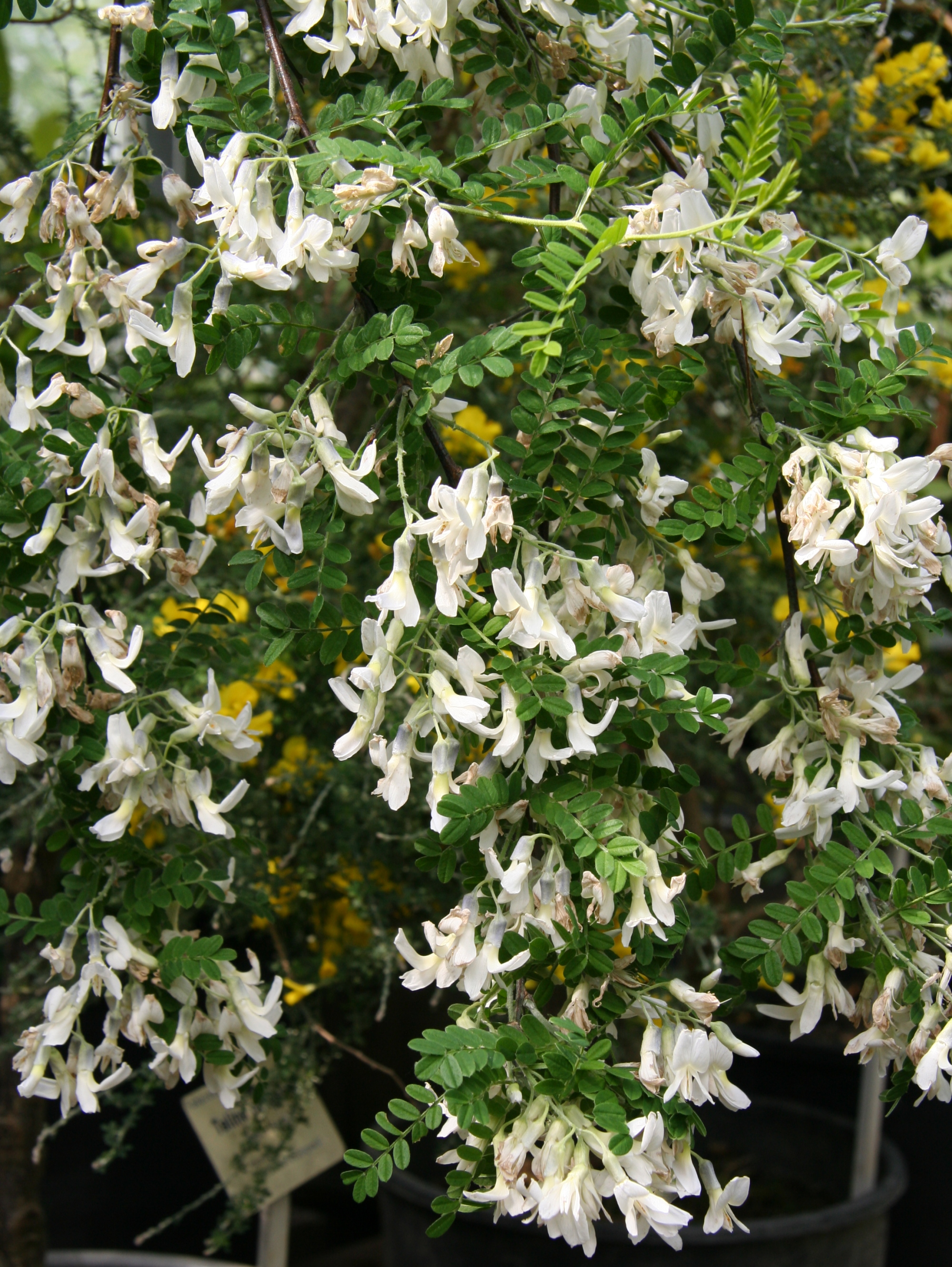
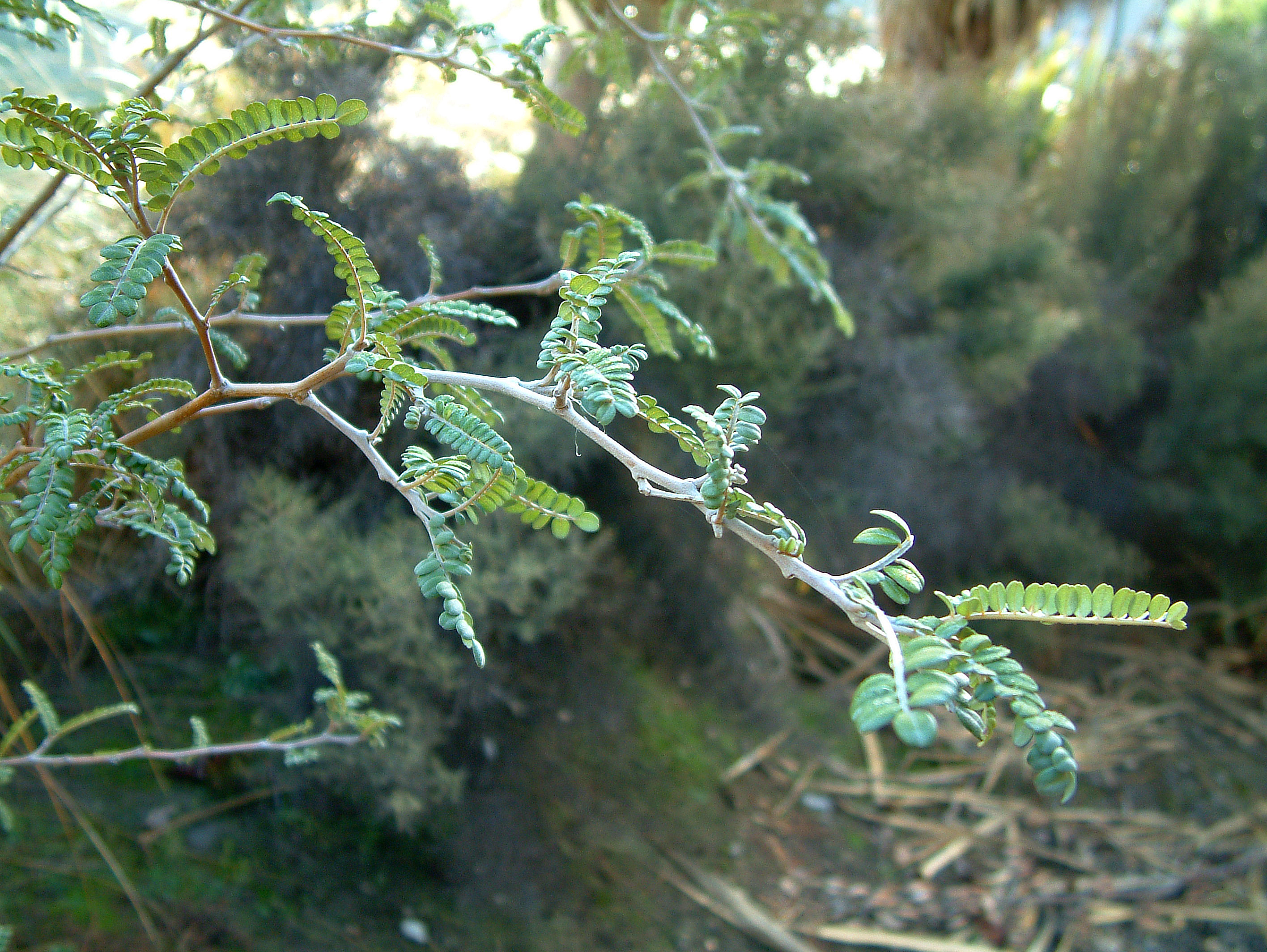